# Sonjay Dutt
Pour les articles homonymes, voir Dutt.
Retech Bhalla est un catcheur américain d'origine indienne, né le 7 avril 1982 à Washington DC (États-Unis), plus connu sous le nom de ring de Sonjay Dutt. Il travaille actuellement à la All Elite Wrestling en tant que producteur.

## Carrière

### Retour à la Total Nonstop Action Wrestling (2012-2013)
Il fait son retour le 28 juin à Impact Wrestling en battant Rubix (en) et se qualifie pour le tournoi comptant pour le X Division Championship. Lors de Destination X, il gagne contre Rashad Cameron et se qualifie pour la finale du tournoi. Plus tard, il perd contre Zema Ion dans le match Ultimate X final, qui comprenait également Kenny King et Mason Andrews et ne remporte pas le X Division Championship.[réf. nécessaire]
Lors de No Surrender, il perd contre Zema Ion et ne remporte pas le X Division Championship. 
Lors de One Night Only: X-Travaganza 2013, Petey Williams et lui perdent contre Bad Influence (Christopher Daniels et Kazarian).

### Global Force Wrestling (2015-2016)
Le 27 novembre, il bat PJ Black et remporte le GFW NEX*GEN Championship.
Le 25 novembre 2016, il perd le titre contre Cody Rhodes.

### Pro Wrestling Syndicate (2013-2016)
Lors de Super Card 2013 - Tag 1, il perd contre Trent Barreta. Lors de Super Card 2013 - Tag 2, il perd contre Lance Anoa'i (en).[réf. nécessaire]

### Second retour à Impact Wrestling (2017-2019)
En Avril, il fait son retour à Impact Wrestling en tant que producteur[réf. nécessaire].
Il fait son retour à Impact Wrestling le 20 avril dans un match à six pour le X Division Championship, remporté par Low Ki, match comprenait aussi Andrew Everett, Dezmond Xavier, Suicide et Trevor Lee. Le 15 juin à Mumbai en Inde, lors d'Impact Wrestling, il remporte son premier championnat de la division X d'Impact en battant Low Ki. 
Lors de Slammiversary XV, il conserve son titre contre Low Ki. 
Le 23 janvier 2019, il quitte Impact[réf. nécessaire].

### World Wrestling Entertainment (2019-2021)
En janvier 2019, il est annoncé que Dutt venait de signer un contrat avec la World Wrestling Entertainment (WWE) pour travailler en tant qu'entraîneur à la NXT avec Chris Parks[réf. nécessaire].
Le 29 juin 2021, il décide de quitter la WWE.

### All Elite Wrestling (2021-...)
Le 30 juin 2021, il rejoint la All Elite Wrestling où il a signé un contrat de plusieurs années en tant que producteur.

## Palmarès
- American Pro Wrestling Alliance
  - 1 fois APWA World Junior Heavyweight Champion

- Combat Zone Wrestling
  - 2 fois CZW World Junior Heavyweight Champion
  - Vainqueur du tournoir Best Of The Best 4

- CyberSpace Wrestling Federation
  - 1 fois CSWF Cruiser X Champion
  - 2 fois CSWF Tag Team Champion avec Ruckus (1) et Prince Nana (1)

- Danger Zone Wrestling
  - 1 fois DZW Tag Team Champion avec Sean Lei

- Global Force Wrestling
  - 1 fois GFW NEX*GEN Champion

- Global Wrestling Alliance
  - 1 fois GWA Tag Team Champion avec Sean Lei

- Independent Wrestling Association Mid-South
  - 1 fois IWA Mid-South Light Heavyweight Champion

- KYDA Pro Wrestling
  - 2 fois KYDA Pro Mid-Atlantic Champion

- Major League Wrestling
  - 1 fois MLW Junior Heavyweight Champion
  - MLW J-Cup USA Tournament (2003)

- NWA Impact
  - 1 fois NWA Impact Junior Heavyweight Champion

- Plymouth Championship Wrestling
  - 1 fois PCW Heavyweight Champion

- Pro Wrestling Zero1
  - 1 fois Zero1 International Junior Heavyweight Champion

- Total Nonstop Action Wrestling/Impact Wrestling!
  - 1 fois Impact X-Division Champion
  - World X Cup (2006) avec Alex Shelley, Chris Sabin et Jay Lethal

- UWA Hardcore Wrestling
  - Grand Prix Tournament (2006)

## Récompenses des magazines
- Pro Wrestling Illustrated

| Année | 2003 | 2004 | 2005 | 2006 | 2007 | 2008 | 2009 | 2010 | 2011       | 2012 | 2013       | 2014 | 2015 | 2016 | 2017 | 2018 |
| ----- | ---- | ---- | ---- | ---- | ---- | ---- | ---- | ---- | ---------- | ---- | ---------- | ---- | ---- | ---- | ---- | ---- |
| Rang  | 432  | 128  | 121  | 179  | 134  | 81   | 149  | 178  | Non classé | 243  | Non classé | 257  | 315  | 242  | 90   | 343  |